# Iglesia evangélica luterana de Finlandia
La Iglesia Evangélica Luterana de Finlandia es la mayor iglesia de Finlandia con un 65,2% de la población y posee el rango de iglesia nacional de tradición luterana. El libro sagrado es la Biblia y los diferentes cargos son arzobispo, deán, párroco y capellán. La cabeza de la iglesia es el arzobispo de Turku, en la actualidad Tapio Luoma. Su sede está ubicada en Turku y su iglesia principal es la catedral de Turku.

## Historia

### Obispado católico
La iglesia evangélica luterana de Finlandia comenzó su historia con la diócesis católica medieval de Turku que considera a Finlandia dentro de su extenso territorio. El cristianismo fue introducido en Finlandia tardíamente alrededor del siglo XI. La leyenda del obispo y mártir San Enrique sirvió para fundar la iglesia finlandesa aunque no está claro aún si esta leyenda es ficción. Aunque supuestamente los finlandeses participaron en la cruzada de 1054, el cristianismo se introdujo en Finlandia durante un periodo de paz, en un proceso muy lento, en el cual Finlandia estaba integrada con Suecia. El primer obispo histórico fue conocido como Tomás, quien vivió en la primera mitad del siglo XIII. La jerarquía eclesiástica fue finalmente establecida durante la segunda cruzada sueca. Durante la Edad Media, la diócesis de Turku estuvo bajo la primacía de la arquidiócesis de Uppsala debido a la política sueca. La diócesis tenía un seminario y algunos finlandeses estudiaron aquí antes de estudiar en universidades de Francia y Alemania. Antes de la Reforma, las órdenes religiosas monásticas tuvieron un papel importante en Finlandia como los franciscanos, los dominicos y la Orden de Santa Brígida. La liturgia de la diócesis siguió el modelo dominico.